# Jean Voilquin
Pour les articles homonymes, voir Voilquin.
Jean Voilquin (né au Cellier en 1902 et mort à Neufchâteau en 1979) est un écrivain, traducteur et éditeur scientifique français. Il est surtout connu pour ses travaux sur les penseurs de la Grèce antique.

## Biographie
Jean Voilquin traduit du grec ancien au français. Il obtient le Prix Langlois de l'Académie française pour sa traduction de Thucycide : Histoire de la Guerre du Péloponnèse en 1937.
Jean Voilquin a traduit Aristote (Éthique à Nicomaque), ainsi que les fragments des présocratiques et des sophistes. Dans son ouvrage Les Penseurs grecs avant Socrate, il rappelle les connaissances exceptionnelles de Pythagore en matière d’astronomie et de géométrie, ses spéculations sur l’arithmétique, la physique et la cosmologie. Il définit la philosophie comme « une tentative pour accorder la mobilité extrême de toutes choses avec les règles essentielles de la pensée, pour faire entrer le mouvement dans les cadres rigides imposés par la pensée ».
Jean Voilquin affirme l'existence d'un « miracle grec », parce que le peuple grec, « particulièrement doué », placé dans des conditions favorables, a « donné à l'esprit humain les cadres et les principes essentiels de son activité », dans les domaines de la philosophie, de l'histoire, des sciences et des arts. Voilquin ne nie pas l'existence d'« apports extérieurs » aux Grecs, mais un autre commentateur d'Aristote, Alfredo Gomez-Muller, lui reproche de biologiser le caractère grec et d'« effacer l'apport des cultures « barbares » à la culture hellénique ».
Il a aussi édité Diderot et René Boylesve, deux écrivains français.

## Œuvres
Rédaction
- Jean Voilquin, L'Œuvre de René Boylesve, Paris, Librairie Oeters, 1938
- Jean Voilquin, Œuvres choisies : Diderot, 1939

Traduction
- Aristote (trad. du grec ancien par Jean Voilquin), Éthique de Nicomaque, Paris, Garnier-Flammarion, 1965 (réimpr. 1998), 313 p. (ISBN 2-08-070043-X).
- Jean Voilquin, Les Penseurs grecs avant Socrate : de Thalès de Milet à Prodicos, Paris, GF Flammarion, 1964, 247 p. (ISBN 978-2-08-070031-5).
- Thucydide, Jean Capelle (notes) et Jean Voilquin (traduction), Histoire de la guerre du Péloponnèse, 1937 (lire en ligne).
  - Ouvrage en deux tomes.  Prix Langlois de l’Académie française
- Art rhétorique et art poétique  (trad. Jean Voilquin et Jean Capelle), Garnier, 1944.